# 枕

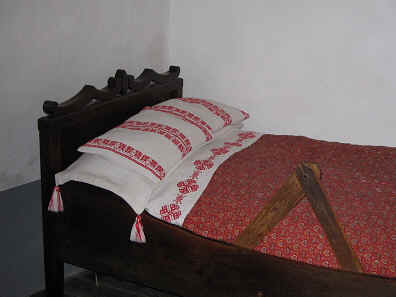
枕の一例

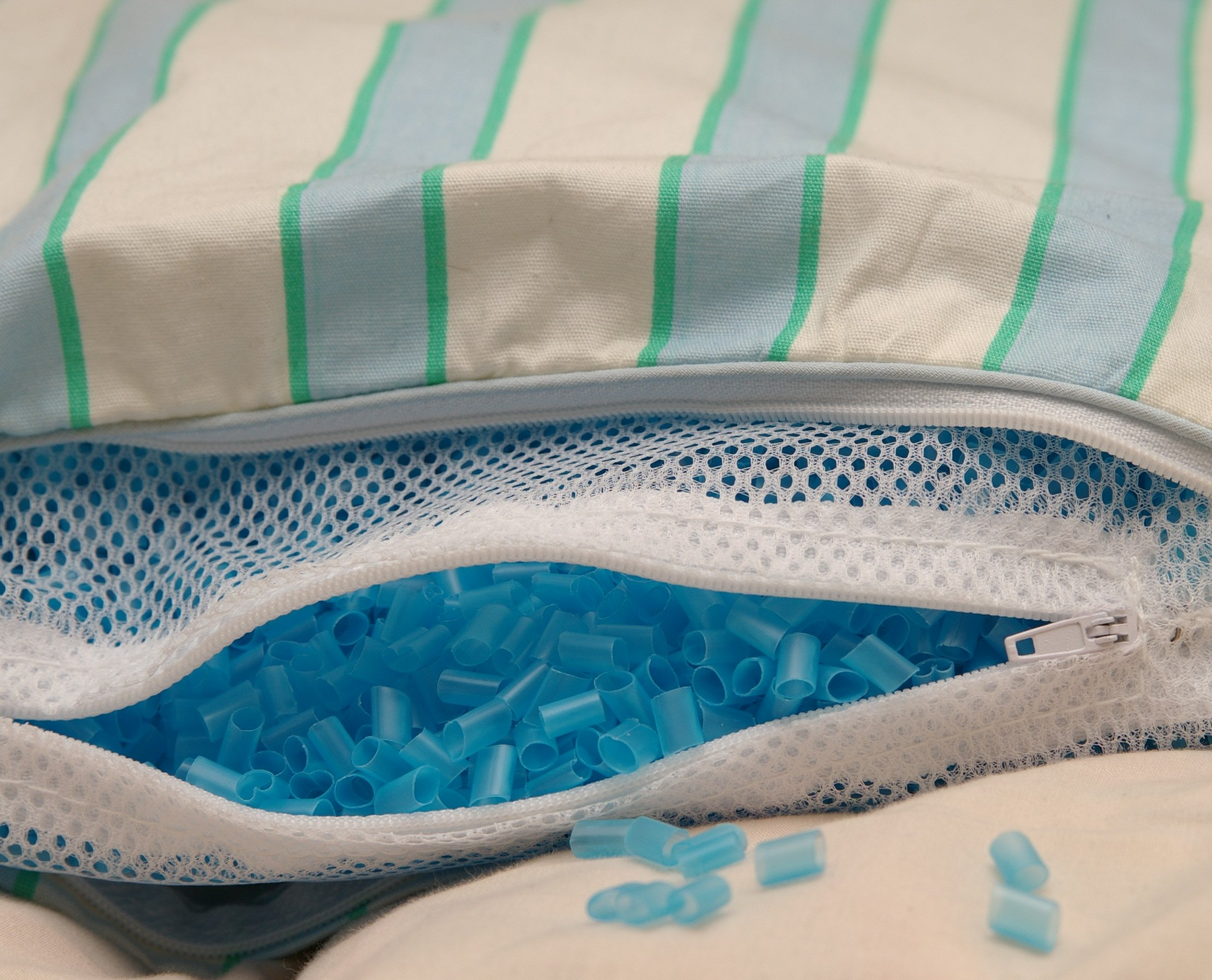
小さなパイプをつめた枕。つめものだけ手早く洗って乾かせる。

枕（まくら）とは、就寝時に頭部を載せ支持するための寝具。
形状は数センチの厚みのある小さな板状のもので、クッション性を持たせたものが多い。スポンジや綿、羽毛など柔らかいものを布の袋に詰めた柔らかいものが欧米では一般的であるが、プラスチックや籾殻を詰めた適度な硬さがある枕も用いられている。
冬季など寒い時期には、首の横から冷たい空気が布団の中に入り込むのを防ぐ役割も果たす。

## 歴史
現代のような寝具としての枕の使用の起源は古代のメソポタミア、バビロニア、アッシリア、フェニキア時代といわれている。
それ以前については、1924年に南アフリカでアウストラロピテクスの頭蓋骨の下に人為的に砕かれた石が敷かれていたのが発見されたが、祭司的な意味で敷かれたのか、それとも実際に使われていたのか定かではない。古代においては丸太や平たい石をそのまま、あるいは藁やマコモ、スゲなどの茎を束ねて枕として利用した。
古代エジプトでは現代のベッドの原形が誕生したが、頭部はヘッドレストを使用していたため、ベッドには枕止め用のヘッドボードがなくフットボードしかなかった。
枕の発生によりメソポタミア、バビロニア、アッシリア、フェニキア時代にはベッドにヘッドボードが設けられるようになった。
木材・石材の加工や布の染色と裁縫、陶磁器製造の技術進歩に伴い、枕は重要な工芸品になり、まず中国で丹念に装飾された布製、陶磁器製の枕が広まり、中世ヨーロッパでも広く貴重品として売買された。貧しい人の間では、粗い布を縫い合わせたものに藁を詰めたものが広く用いられていたが、地域により骨や木、時には石に布を巻いたものが枕に用いられた。産業革命以後は、安価に大量生産された布を使い、様々な枕が作られるようになり、現在にいたる。
日本の古墳時代には、古墳の被葬者に対して、埴製（例、燈籠山古墳）・石製・琥珀製（例、竜田御坊山古墳）など多様な材質の枕を用いた。これらは権力者の文化であり、死者に用いる枕文化である。これらの枕文化は当時の加工技術を知る上でも重要な考古学資料となっている。
江戸時代以前の日本では髷（まげ）の形を崩さないようにする必要があった。そのため、箱の上に布製の括り枕を取り付け高さを上げた枕が使用された。
こうした枕は垜枕（あづちまくら）と呼ばれた。箱の多くには引き出しがついており、小物や金品など貴重品を入れる金庫の役目を果たしていた。そのため、盗人のことを「枕探し」と呼び、火事の時は枕を抱えて逃げた。また、引き出しに春画を入れることも多く、「枕絵」と呼ばれる所以となっている。
様々な文化において、枕は生や死と密接に結び付けられている。日本語のまくらは、たまくら、つまり魂の倉が語源であるとする説がある。
かつては海難事故などで葬儀の時に遺体がない場合に、故人の使っていた枕を代用する風習があった。
まくら白書 2024年版では9割以上の人が枕を使用しているとの調査結果が報告されている。

## 構造
適度な硬さを持つ物を加工し頭を載せやすくしたものと袋に詰め物をしたものに大別できる。

### 適度な硬さを持つ物
- 陶器 - 陶枕と呼ばれる。福徳陶枕が有名であった。
- 石材
- 木材
- 竹
- 籐

### 詰め物の芯材
- 蕎麦殻 - 日本でよく使われる。
- 籾殻
- 小豆
- ウレタン
- プラスチックの小さなパイプ
- スポンジ
- パンヤ
- 羽毛
- 空気 - 高さが調整できる枕も発売されている。
- 菊 - 菊枕を参照
- 発泡天然ゴム（天然ラテックスフォーム、フォームラバー）
- ポリエステル
- ポリウレタン

### 枕カバー
枕の付属品として枕カバーがある。

## 使用と手入れ
人は睡眠中、一晩でコップ1杯ほどの汗をかく、と言われているが、頭部からもそれなりの量、汗をかいており枕にそれが吸い込まれる。また頭皮（の脱落したもの）や皮脂なども、本人が知らぬ間に、枕に付着することになる。
枕は、そのまま用いずに薄い布（木綿やポリエステル製の布）でできた枕カバーで包んで使うことが多い。枕カバーは定期的に洗い、清潔に保つのが望ましい。それでも枕本体は汗が吸収されてはその一部だけが蒸発し不十分に乾燥することを繰り返すので、枕本体の天日干しか陰干しを定期的に行い、しっかり乾燥させるのが望ましい。また、そうした作業をしても、どうしても頭皮・皮脂はカバーごしに枕本体に溜まってゆくものなので、枕本体の詰め物が洗濯可能な材質の場合は、枕本体も定期的に洗い・日干しを行うのが望ましい。
枕は上記のようなケア（枕本体の洗いや日干し・陰干し）をしっかりしないまま長く使用しつづけてしまうと、ダニが発生してしまうことが多い。ダニは湿っぽい場所では活発に繁殖する傾向があり、汗で湿っぽくなりさらに皮脂などの栄養物が蓄積した枕は、なおさらダニにとって繁殖しやすい環境となるためである。
ダニはアレルギーを引き起こす場合がある。これは特にアトピーや喘息を持つ人の場合には深刻な問題である。アレルギーの原因としてダニの糞・死骸などが主なアレルゲンであり、除去方法として枕に掃除機をかけ生きたダニやダニの死骸やダニの卵を吸い取って除去し、洗濯機でしっかり丸洗いし、よく晴れた日に日干しし、十分に高温にし、乾燥させるのが効果的とされている。
また問題を防止するため、最近では、防ダニ加工をしてある製品も販売されている。ただし防ダニ加工の効果はある程度期待でき状態は改善するものの、長期に渡って完璧を期待するのは無理な場合も多く、やはり時には洗濯・日干しなどのメンテナンスの手間がある程度はかかると覚悟しておいたほうがよい。
また抗菌加工が施された枕やアレルギー対策枕も販売されている。抗菌枕は、詰め物にポリエステル、布にポリプロピレンなどが使われる。

## 枕の意義
元島根大学の内藤浩平博士によれば、「人間は、もともと反射的・力学的に体にとって楽な姿勢をとろうとするもので、枕も、人間が体を健康に保つツールとして必然的に発生したもの」という。
最近では、ただ頭だけを支えるだけではなく、首の形を整えて頭を支えるものと言われている。また首や頭の形状は、体型、年齢、性差などで千差万別であるし、マットレスや敷き布団との相性もあり、誰にでも合う万能枕はなかなかお目にかかれない。しかし、最近ではエアバッグで調整できる枕や、綿やポリウレタンなどの柔らかい枕はそば殻の固い枕よりも高く、そば殻では綿やポリウレタンよりも低い枕を選ぶ方法がある。が、様々な要点があるのでこれだけが原因とは言えない。オーダーメイド枕もいろいろな会社から販売されている。

また、専門外来「枕外来」を行う山田朱織医学博士は、寝返りを促す枕調節は重要であり、適した高さの枕は睡眠姿勢の改善に寄与すると提言している。「寝返りを促す枕調節の意義と睡眠姿勢の改善－関節リウマチの睡眠を考えるー」第55回日本リウマチ学会総会・学術集会発表資料より

### クッション類
クッション類に「枕」の名がついているものもある。抱き枕、首枕、足枕などがある。

### デスク枕
昼寝や仮眠を取る際はデスクに腕を枕にうつ伏せで寝ることが多い。しかし腕がシビレてしまう。そうしたことのないようデスクで睡眠するための補助枕が出ている。